# Hans See
Hans See (* 26. Juli 1934 in Frankfurt am Main) ist ein deutscher Politikwissenschaftler, Soziologe und Autor. Seine Arbeitsschwerpunkte sind Demokratie und Faschismus, Migration und Fremdenfeindlichkeit sowie Wirtschaftsverbrechen und Sozialordnung.

## Leben
Nach dem Besuch der Volksschule erlernte See von 1949 bis 1953 den Beruf des Werkzeugmachers, in dem er bis 1961 tätig war. Während dieser Zeit erwarb er den Realschulabschluss an einer Abendschule. Von 1961 bis 1963 besuchte er das Hessenkolleg als Stipendiat der Walter-Kolb-Stiftung und erlangte die allgemeine Hochschulreife.
Hans See begann danach ein Studium der Germanistik, Politikwissenschaft, Soziologie und Philosophie an der Universität Frankfurt/Main mit dem ursprünglichen Studienziel des Lehramtes. Er studierte bei den Professoren Burger, Stöcklein, Grimm, Carlo Schmid, Iring Fetscher, Theodor W. Adorno, Max Horkheimer und Jürgen Habermas. 1967 wechselte er als Stipendiat der Studienstiftung des Deutschen Volkes zur Universität Marburg. Dies war mit Setzung neuer Studienschwerpunkten verbunden. Als Hauptfach studierte er Politikwissenschaften bei Wolfgang Abendroth, bei dem er mit dem Thema Integrationsparteien in der antagonistischen Gesellschaft promoviert wurde. Als weitere Fächer belegte See Soziologie und Germanistik bei Werner Hofmann, Heinz Maus, Karl Hermann Tjaden, Frank Deppe, Josef Kunz und Dieter Arendt.
Von 1971 bis 1976 war See als Sozialplaner bei einem Landkreis beschäftigt. Daneben hatte er zwei Vertretungsprofessuren an der Philipps-Universität Marburg und übte Lehrtätigkeiten in der Erwachsenenbildung aus, was er teilweise bis heute tut (Stand August 2013). Von 1979 bis 1989 gehörte er zum Kreis der Herausgeber der Zeitschrift Demokratisches  Gesundheitswesen.
Ab 2000 übte er Lehrtätigkeiten beim Bundeskriminalamt, der Führungsakademie der Polizei in Münster/Westfalen, der Polizeifachhochschule Wiesbaden, der IBZ Gimborn, in der Erwachsenenbildung bei verschiedenen Volkshochschulen, bei Gewerkschaften, bei der Neuen Richtervereinigung, bei Attac, bei der KunstGesellschaft Frankfurt, beim Club Voltaire und bei der Katholischen Akademie Trier aus.

## Forschung und Lehre
Von 1976 bis 1999 war See Professor für Politikwissenschaft, Sozialpolitik und Wirtschaftskriminologie an der Fachhochschule Frankfurt am Main im Fachbereich Sozialarbeit mit den drei Schwerpunkten Demokratie und Faschismus, Migration und Fremdenfeindlichkeit sowie Wirtschaftsverbrechen und Sozialordnung. Ab 2000 war er dort Lehrbeauftragter mit dem Thema Sozialschädlichkeit von Wirtschaftsverbrechen.

## Ehrenamtliches Engagement
See ist Gründer und war mit einer kurzen Unterbrechung bis 2011 Vorsitzender des gemeinnützigen Vereins Business Crime Control und auch Vorsitzender des Fördervereins des Hessenkollegs Frankfurt am Main. Daneben war er unter anderem im Förderverein der Pedro-Jung-Schule (Sonderschule für Lernhilfe) in Hanau am Main, im Verein für Jugend- und Familienhilfe „Die Welle“ in Maintal, im Kuratorium der ÖDP nahen Stiftung für Ökologie und Demokratie, als Mitstifter in der Stiftung GegenStand als Vorstandsmitglied oder Beirat tätig.

## Schriften
- Kapital-Verbrechen. Die Verwirtschaftung der Moral. Claassen, Düsseldorf 1990, ISBN 3-546-48268-9.
- Wirtschaftsverbrechen. Der innere Feind der freien Marktwirtschaft. (Hrsg.) Kiepenheuer und Witsch, Köln 1992, ISBN 3-462-02178-8.
- Wirtschaftskriminalität. Kriminelle Wirtschaft. (Hrsg.) Distel-Verlag, Heilbronn 1997, ISBN 3-929348-16-0.
- Wirtschaft zwischen Demokratie und Verbrechen. Grundzüge einer Kritik der kriminellen Ökonomie. Nomen-Verlag, Frankfurt 2014, ISBN 978-3-939816-04-1.